# Mika Lintilä
Mika Tapani Lintilä (ur. 15 kwietnia 1966 w Toholampi) – fiński polityk, poseł do Eduskunty, w latach 2016–2019 i 2019–2023 minister spraw gospodarczych, w 2019 minister finansów, w 2019 także wicepremier.

## Życiorys
Jego ojcem był Aaro Lintilä, parlamentarzysta Partii Centrum. Kształcił się na studiach handlowych, zaś w 2000 uzyskał magisterium z administracji. Pracował w prywatnym przedsiębiorstwie. Zaangażował się również w działalność polityczną w ramach Partii Centrum. W drugiej połowie lat 90. został wybrany do rady gminy w Toholampi.
W 1999 po raz pierwszy został deputowanym do Eduskunty. Mandat poselski odnawiał w wyborach w 2003, 2007, 2011, 2015, 2019 i 2023.
29 grudnia 2016 wszedł w skład gabinetu Juhy Sipili jako minister spraw gospodarczych. 6 czerwca 2019 w nowym rządzie Anttiego Rinne powierzono mu stanowiska wicepremiera i ministra finansów. Funkcję wicepremiera pełnił do 12 września 2019. 10 grudnia 2019 w kolejnym gabinecie Sanny Marin ponownie został ministrem spraw gospodarczych; urząd ten sprawował do 20 czerwca 2023.